# Jean-Claude Bouvier
 (septembre 2023).
Pour les articles homonymes, voir Bouvier.
Jean-Claude Bouvier, né le 5 novembre 1935 à Romans, est un linguiste, professeur émérite du CNRS et de l'université de Provence et le vice-président de l'association Alpes de Lumière, qui a pour but l'étude, la sauvegarde et la mise en valeur de la Provence. Il est spécialiste en dialectologie, onomastique et ethnolinguistique dans le domaine du provençal.

## Biographie
Jean-Claude Bouvier est originaire de la Drôme, région à laquelle il a consacré sa thèse sur Les parlers provençaux de la Drôme en 1973. En 1956, alors qu'il était étudiant à Lyon, il rédige son mémoire de maîtrise sur le « patois parisien » au XVIIe siècle. En 1965 il arrive à Aix-en-Provence pour assister Charles Rostaing dans la poursuite de la rédaction de l’Atlas linguistique et ethnographique de Provence qui avait été initiée avant guerre par Albert Dauzat. Après sa nomination en tant que maître de conférences de linguistique comparée des langues romanes, il devient professeur de langue et culture d’Oc en 1976. Il a cofondé le Centre de Recherches sur les ethnotextes, l’Histoire Orale et les Parlers régionaux (CREHOP) avec Philippe Joutard en 1978. Le CREHOP a depuis été intégré à l'unité mixte de recherche TELEMMe (Temps, espaces, langages, Europe méridionale, Méditerranée). Jean-Claude Bouvier a présidé une commission ayant mené à la création des CAPES en langues et cultures régionales, dont le CAPES de langue d'Oc (devenue Occitan-langue d'Oc). Professeur de langue d'Oc, il a enseigné dans les deux graphies : la norme mistralienne et la norme classique. En 1983, lors du XVIIe Congrès international de linguistique et philologie romanes d'Aix, il a tenté de proposer une graphie de compromis mais n'a été que peu suivi : seule l'association Dralhos Novos, per l'unitat grafico a repris ses propositions. Il a fait don de ses archives sonores à la Médiathèque de la Maison méditerranéenne des sciences de l'homme, secteur archives de la recherche / Phonothèque.
Il préside le jury du grand prix littéraire de Provence en langue d'oc.
Il a été trésorier de l'Association internationale d'études occitanes.

## Distinctions
- Chevalier de la Légion d'honneur (2023)[12]

## Publications
- « Le viaduc en maçonnerie de 50 mètres de hauteur sur le Duzon : dans cahier intitulé Il suffit de passer le pont... (I) », Cahier de Mémoire d'Ardèche et Temps Présent, no 58,‎ 15 mai 1998